# Dušan Zbončák
Dušan Zbončák (26. prosince 1947 Fiľakovo – 15. července 2017 Třinec) byl slovenský fotbalový záložník, který se usadil v Třinci. Po skončení aktivní kariéry působil jako trenér v nižších soutěžích. Jeho mladší bratr Peter Zbončák a syn Martin Zbončák byli také prvoligovými fotbalisty.

## Fotbalová kariéra
V československé lize hrál za TŽ Třinec a VP Frýdek-Místek. Nastoupil ve 134 ligových utkáních a dal 17 gólů.

## Ligová bilance
| Ročník                                     | Zápasy | Góly | Minuty | Klub             |
| ------------------------------------------ | ------ | ---- | ------ | ---------------- |
| 1. československá fotbalová liga 1970/1971 | 27     | 3    | 2063   | TŽ Třinec        |
| 1. československá fotbalová liga 1971/1972 | 29     | 5    | 2 512  | TŽ Třinec        |
| 1. československá fotbalová liga 1972/1973 | 27     | 4    | 2 233  | TŽ Třinec        |
| 1. československá fotbalová liga 1974/1975 | 27     | 5    | 2 282  | TŽ Třinec        |
| 1. československá fotbalová liga 1975/1976 | 13     | 0    | 576    | TŽ Třinec        |
| 1. československá fotbalová liga 1976/1977 | 11     | 0    | 639    | VP Frýdek-Místek |
| Česká národní fotbalová liga 1978/1979     | –      | –    | –      | VP Frýdek-Místek |
| CELKEM 1. liga                             | 134    | 17   | 10 305 |                  |